# Spatalla prolifera
Spatalla prolifera är en tvåhjärtbladig växtart som först beskrevs av Carl Peter Thunberg, och fick sitt nu gällande namn av Richard Anthony Salisbury och Joseph Knight. Spatalla prolifera ingår i släktet Spatalla och familjen Proteaceae. Inga underarter finns listade i Catalogue of Life.